# 南关岛
南关岛是中华人民共和国浙江省苍南县马站镇管辖的一个岛屿。

## 历史沿革
明嘉靖二年（1523年），为防御倭寇进犯，在霞关一带设立三个关卡，派兵镇守，称“三关镇港”，本岛地处正南，故名南关。《浙江省海域地名录》（1988）称为南关岛。1962年，南京军区守备27团进驻苍南马站地区，部分官兵驻防南关岛，1985年，南关岛成为温州市第一个军民共建文明岛。2011年6月岛上户籍人口500人，常住人口32人。

## 地理
南关岛是浙江省最南端的有人居住的小岛。位于霞关镇南侧1.17千米，北关岛西南2.84千米，距大陆最近点460米。岸线长度10.71千米，陆域面积1.7619平方千米，最高点高程154.8米。出露岩石为上侏罗统高坞组熔结凝灰岩。土壤有滨海盐土、红壤、粗骨木3个土类，下属砂土、黏土、黄砾泥、棕黄泥砂土、棕石砂土5个土种。岛上有造船厂2个，斜坡式石砌码头4座，灯塔1座。